# Шнеллер

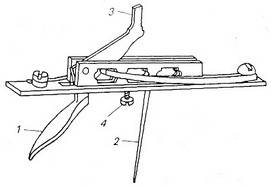
Шнеллер: 1) взводящий курок; 2) спусковая спица; 3) ударник; 4) регулировочный винт; при нажиме на спицу освобождается зацеп ударника и он бьёт по шепталу, производя спуск

Шне́ллер (от нем. schneller — быстрее) — устройство, монтируемое на некоторых моделях стрелкового оружия, позволяющее значительно уменьшить усилие, требуемое для спуска курка при нажатии на спусковой крючок. Это позволяет избежать «дёргания» оружия, которое происходит при чрезмерном усилии спуска, и которое весьма сильно снижает меткость стрельбы.
Шнеллер имеет весомые преимущества перед обычным спусковым механизмом. Так, применение шнеллерного спуска на спортивном оружии приводит к резкому повышению результатов стрельбы. Усилие, требуемое для выстрела со шнеллерным спуском, находится в диапазоне 1 — 100 граммов и, как правило, может легко регулироваться стрелком (при том, что без шнеллера усилие на спуск обычно составляет около 2 кг). Однако использование шнеллера требует повышенной осторожности, поскольку часто приводит к случайным выстрелам, но хладнокровному и спокойному стрелку шнеллер значительно облегчает точную стрельбу. В любом случае, специалисты сходятся во мнении, что обращение со шнеллером требует серьёзного навыка, из какого бы оружия ни велась стрельба.
Чаще всего оружие со шнеллером имеет два спусковых крючка. Крючок шнеллера располагается сзади обычного, при нажатии на него происходит активация шнеллерного спуска. Для выстрела стрелку после этого достаточно лишь слегка коснуться обычного крючка. На ряде моделей оружия с шнеллером имеется только один, обычный, спусковой крючок, который для включения шнеллера нужно отжать вперёд. Усилие на спуск обычно может регулироваться специальным винтиком, расположенным у крючка шнеллера.
Ряд источников не рекомендует пользоваться шнеллером в сильные морозы (ниже —12°С). Если шнеллер был насторожен, но выстрела не последовало, следует немедленно прекратить действие шнеллера во избежание несчастных случаев (при самой распространённой схеме с двумя крючками — открыть затвор и затем нажать на спуск). Что касается спортивного оружия, то применение шнеллера хотя и даёт прекрасный результат, не может быть рекомендовано начинающему стрелку, поскольку вызовет у него привычку, вредную для продолжения спортивной карьеры.
Шнеллер не является изобретением последних десятилетий — известно, что таким механизмом, принципиально не отличавшимся от современного, снабжались некоторые арбалеты начиная с XVI века.
Шнеллер иногда фигурирует в художественной литературе. Он упоминается, например, в романе И.А.Ефремова «Лезвие бритвы»:
Она подняла винтовку.  Ахмед кинулся к ней с оскаленными  зубами. Тиллоттама  думала  лишь  напугать  его,  но  она  не  имела понятия о «шнеллере». Чуть-чуть палец притронулся к спуску, как грохнул выстрел.